# In Spades
| Críticas profissionais | Críticas profissionais |
| Avaliações da crítica  | Avaliações da crítica  |
| Fonte                  | Avaliação              |
| ---------------------- | ---------------------- |
| Allmusic               | [ 1 ]                  |
| Pitchfork Media        | [ 2 ]                  |
| The Line of Best Fit   | [ 3 ]                  |
| The Guardian           | [ 4 ]                  |
| Spill Magazine         | [ 5 ]                  |

In Spades é o oitavo álbum de estúdio da banda The Afghan Whigs, lançado em 5 de maio de 2017.

## Recepção
O álbum recebeu críticas positivas em sua maioria; de acordo com o site Metacritic, ele possui uma nota de 80%, indicando "críticas geralmente favoráveis".

## Faixas
Todas as faixas foram compostas por Greg Dulli.
| N.º | Título               | Duração |  |
| 1.  | "Birdland"           | 2:50    |  |
| 2.  | "Arabian Heights"    | 5:00    |  |
| 3.  | "Demon in Profile"   | 3:24    |  |
| 4.  | "Toy Automatic"      | 2:56    |  |
| 5.  | "Oriole"             | 4:06    |  |
| 6.  | "Copernicus"         | 3:30    |  |
| 7.  | "The Spell"          | 3:46    |  |
| 8.  | "Light as a Feather" | 3:08    |  |
| 9.  | "I Got Lost"         | 3:22    |  |
| 10. | "Into the Floor"     | 4:17    |  |

## Créditos

### Integrantes
- Greg Dulli
- John Curley
- Rick Nelson
- Dave Rosser
- Jon Skibic
- Patrick Keeler

### Músicos adicionais
- Susan Marshall
- Ben Ellman
- Ian Bowman
- John Culbreth
- Evan Oberla
- Petra Haden
- Gabe Noel
- David Ralicke
- Scott Bennett
- Rob Ingraham

### Engenheiros de gravação
- Rick Nelson
- Christopher Thorn
- Mike Napolitano
- Justin Smith
- Jeff Powell
- Kyle Kelso
- Matt Beck
- Wesley Graham
- Jon Skibic

### Mixagem
- Mike Napolitano
- Christopher Thorn

### Masterização
- Bernie Grundman
- Joe Bozzi

### Arte
- Ramon Rodrigues Melo

### Layout
- Christopher Friedman